# نیان چلبیانی
نیان چلبیانی یا جبرئیل‌پور (۱۳۹۷ – ۲۸ دی ۱۴۰۳) کودکی ۶ ساله اهل شهرستان بوکان در جنوب مرکزی استان آذربایجان غربی بود که در پی خون ریزی شدید و سوختگی بدن در ۲۷ دی ماه ۱۴۰۳ درگذشت. مرگ نیان، شوک بزرگی را به جامعهٔ ایران وارد کرد و موجب واکنش‌های شدیدی در میان مردم شد. بسیاری از رسانه‌های داخلی و بین‌المللی به مرگ او واکنش نشان دادند.

## درگذشت
رسانه‌های محلی شهرستان بوکان در ۲۸ دی ۱۴۰۳ اعلام کردند که دختربچه‌ای ۶ ساله به نام «نیان جبرئیل‌پور (چلبیان)» بر اثر آزار جنسی و سوختگی بدن توسط نامادری (دوست دختر پدر) و برادر دوست دختر پدرش، جان خود را از دست داده است. خانوادهٔ نیان ساکن محلهٔ زیباشهر در بوکان بودند.

## تجمع مردم بوکان
به دنبال قتل و تجاوز نیان چلبیانی (جبرئیل‌پور)، عدهٔ زیادی از مردم بوکان در روز جمعه ۵ بهمن مقابل فرمانداری این شهر حاضر شده و با دادن شعار «حق نیان را می‌گیریم» اعتراض خود را نسبت به این جنایت نشان دادند.

## رأی دادگاه
در ۲۷ اسفند ۱۴۰۳ قوه قضاییه از حکم اعدام در ملأ عام برای قاتل (برادر دوست دختر پدرش) و ۱۵ سال حبس برای پدر نیان و دوست دخترش (خواهر قاتل) خبر داد. دیوان عالی کشور در اردیبهشت ۱۴۰۴ حکم اعدام قاتل نیان را تأیید کرد. رئیس دادگستری استان آذربایجان غربی، بامداد شنبه ۲۱ تیر ۱۴۰۴ اعلام کرد این حکم پس از تأیید دیوان عالی و با درخواست خانواده مقتول و مطالبه عمومی شهروندان، در ملاءعام به اجرا درآمد.